# Бубнова Гулая, Татьяна
Татья́на Бубно́ва Гула́я (исп. Tatiana Bubnova Gulaya, собственно Татьяна Михайловна Бубнова; род. 1946, Ленинград) — мексиканский филолог и переводчик российского происхождения.
Окончила филологический факультет Ленинградского университета (1969) как испанист с дипломной работой, посвящённой романам Хосе Эустасио Риверы «Вихрь» и Алехо Карпентьера «Потерянные следы».
С 1972 года живёт и работает в Мексике. В 1975 году защитила в Мексиканском университетском колледже докторскую диссертацию «„Портрет андалузки Лосаны“ Франсиско Деликадо в свете теорий Михаила Бахтина» (исп. El ‘Retrato de la Lozana andaluza’ de Francisco Delicado a la luz de las teorías de M. Bajtín), позднее переработанную в монографию «Франсиско Деликадо в диалоге. Бахтинские ключи к „Андалузке Лосане“» (исп. Francisco Delicado puesto en diálogo. Las claves bajtinianas de la Lozana Andaluza; 1987). С 1979 года преподаёт в Национальном автономном университете Мексики.
В дальнейшем занималась в значительной степени наследием Михаила Бахтина. Опубликовала монографию «Между поэтикой, риторикой и прозаикой. От литературной теории к диалогу культур» (исп. Entre poética, retórica y prosaica: De la teoría literaria al diálogo de culturas; 2002). Перевела на испанский язык книги Бахтина «Эстетика словесного творчества» (1982), «Проблемы поэтики Достоевского» (1987), «К философии поступка» (1997), два сборника статей и фрагментов, а также «Формальный метод в литературоведении» Павла Медведева. Подготовила бахтинский спецвыпуск мексиканского филологического журнала «Acta Poética» (1998).
Составила и перевела сборник «Контрапункт четырёх голосов на воздушных путях» (исп. Contrapunto a cuatro voces en los caminos del aire; 1991, переиздание 2007), включавший стихотворения Анны Ахматовой, Осипа Мандельштама, Бориса Пастернака и Марины Цветаевой. Переводила на испанский язык также русские стихотворения Райнера Марии Рильке и дневники Сергея Эйзенштейна.
В 2003—2014 годах — главный редактор журнала «Acta Poética».